# Lương Sơn, Tế Ninh
Lương Sơn  (tiếng Trung: 梁山縣, Hán Việt: Lương Sơn huyện) là một huyện thuộc địa cấp thị Tế Ninh (濟寧市), tỉnh Sơn Đông, Trung Quốc. Huyện này có diện tích 963 km2, dân số năm 2003 là 720.000 người. Truyền thuyết cho rằng đây là địa danh Lương Sơn Bạc trong Thủy Hử truyện.